# Willem van Korlaar jr.

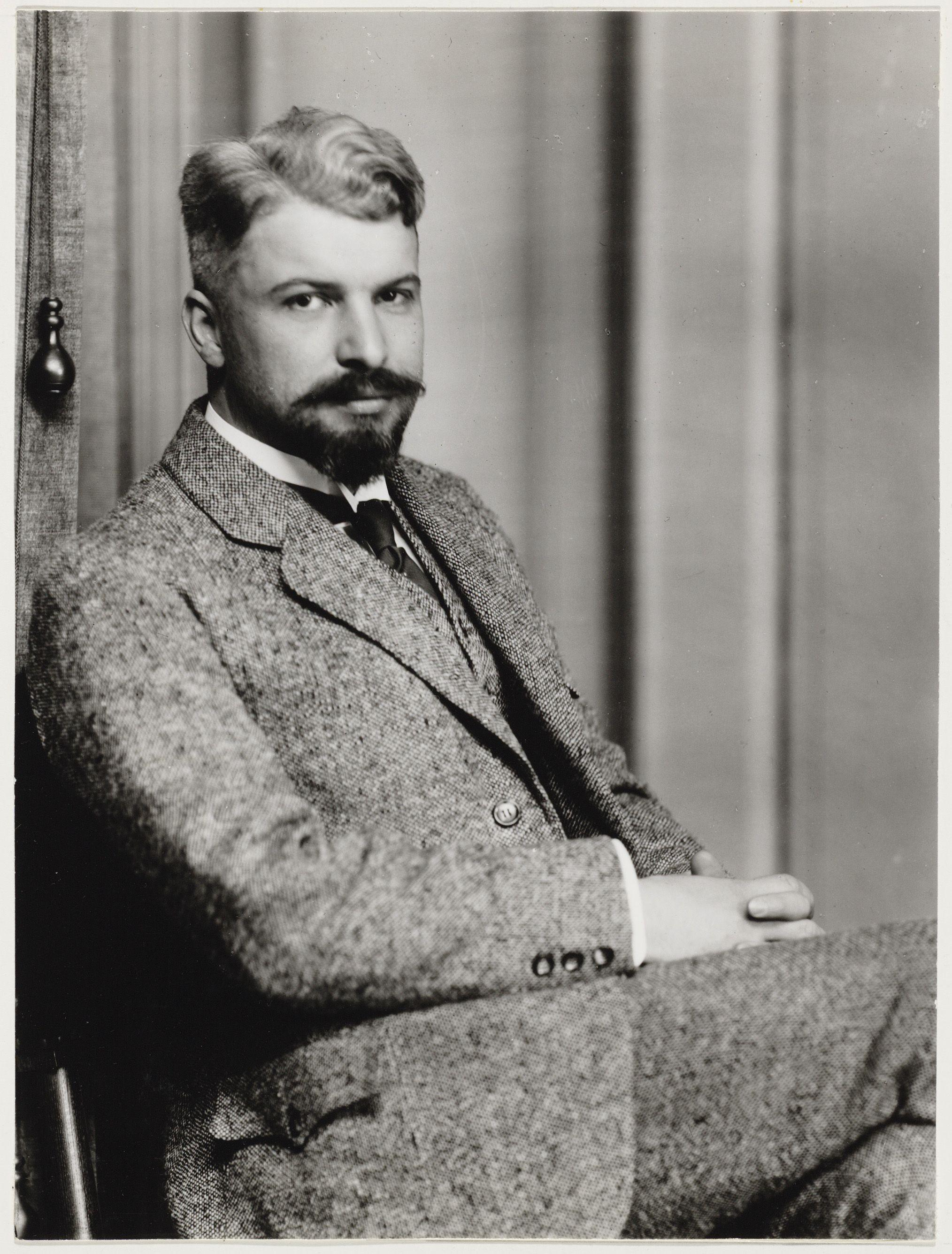
Van Korlaar in 1920 vastgelegd door Jacob Merkelbach

Willem van Korlaar jr. (Rotterdam, 15 november 1885 - Fontainebleau, 17 mei 1937) was een Nederlands acteur en ondernemer op theatergebied.
Hij was  zoon van acteur en regisseur Willem van Korlaar sr. (1858-1939) en actrice Louise van Dam. Ook de grootouders Willem van Korlaar (1826-1871) en Henriëtte Sablairolles waren acteurs. Zelf was hij getrouwd met Aaltje Anna Breedveld. 
Ook Van Korlaar jr. stond al snel op de planken; zijn vader stuurde hem onder andere naar Max Martersteig in Keulen (Stadttheater Köln) en Theater Odéon van André Antoine in Parijs. Hij was even later regisseur bij het Nederlands Toneel en weer even later maakte hij met een Frans theatergezelschap een tournee door Oost-Europa en Egypte; een tournee met Sarah Bernhardt kwam abrupt tot een einde.
Van Korlaar jr. maakt echter meer naam toen hij in 1919 in navolging van Gerhardus Hendricus Koopman een operabedrijf oprichtte. "De Nederlandsche Opera" te Amsterdam van Koopman ging over naar de "Nationale Opera" van Van Korlaar in Den Haag. Beide bedrijven waren vooroorlogse varianten van De Nationale Opera uit 2014. Van Korlaar stelde Willem Gehrels aan als koordirigent; Willem Gehrels zou later de Volksmuziekschool oprichten. Als solisten traden Louis van Tulder, Hendrik Kubbinga, Paul Pul, Richard van Helvoirt Pel, Liesbeth Poolman-Meissner en Jacques Urlus aan. Hij werd er administrateur en kreeg regelmatig contact met Jakob Meihuizen. Ook was hij als administrateur betrokken bij de Italiaanse Opera in Den Haag en later van het Vereenigd Rotterdamsch-Hofstad Tooneel in Rotterdam en Masker. Hij vertrok in 1936 naar Antwerpen om er dezelfde functies te bekleden bij de Koninklijke Nederlandse Schouwburg van Joris Diels.
Hij werkte volgens zijn inschrijving in het Haags bevolkingsregister tevens als impresario.
Hij overleed in Fontainebleau op 51-jarige leeftijd en werd in Parijs gecremeerd. 